# Muntanyes de Bihor
Muntanyes de Bihor (en romanès: Munții Bihorului, en hongarès: Bihar-hegység) és una serralada a l'oest de Romania. Forma part de les muntanyes Apuseni, que formen part de les muntanyes dels Carpats.
El massís té una longitud de 25 quilòmetres del nord-oest al sud-est i una amplada de 14 quilòmetres. Es troba a l'est de la ciutat de Ștei, comtat de Bihor i al nord de la ciutat de Brad, comtat de Hunedoara.
El cim més alt és Cucurbăta Mare, amb una altitud de 1.849 metres; aquest també és el cim més alt de les muntanyes Apuseni. Altres cims alts són el Buteasa (1.790 m), el Cârligatele (1.694 m), el Piatra Grăitoare (1.658 m) i el Bohodei (1.654 m).
El Massiu de Vlădeasa és una extensió de la serralada volcànica de les muntanyes de Bihor cap al nord, que arriba a una alçada màxima de 1836 metres.

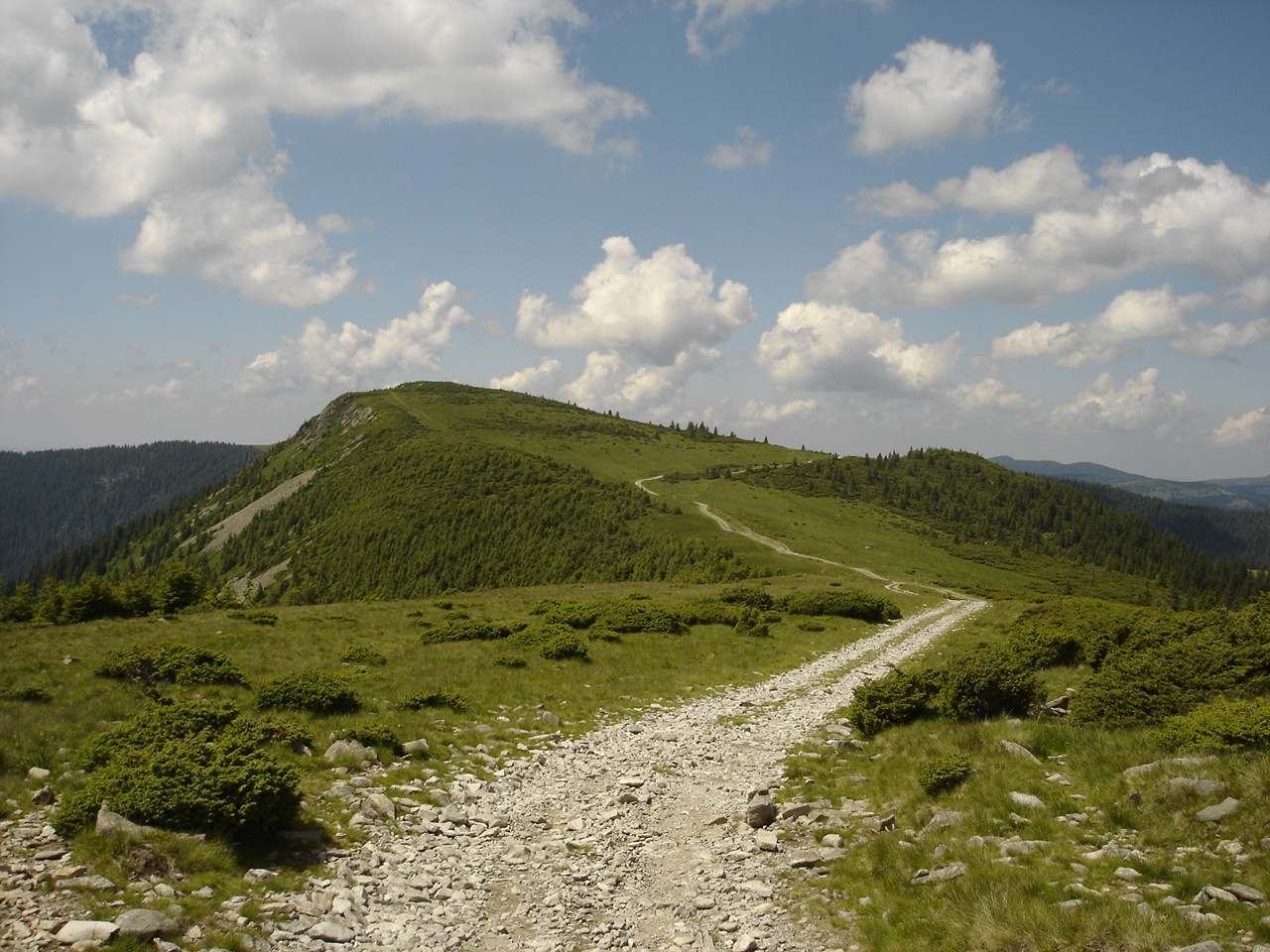
Pic Bohodei

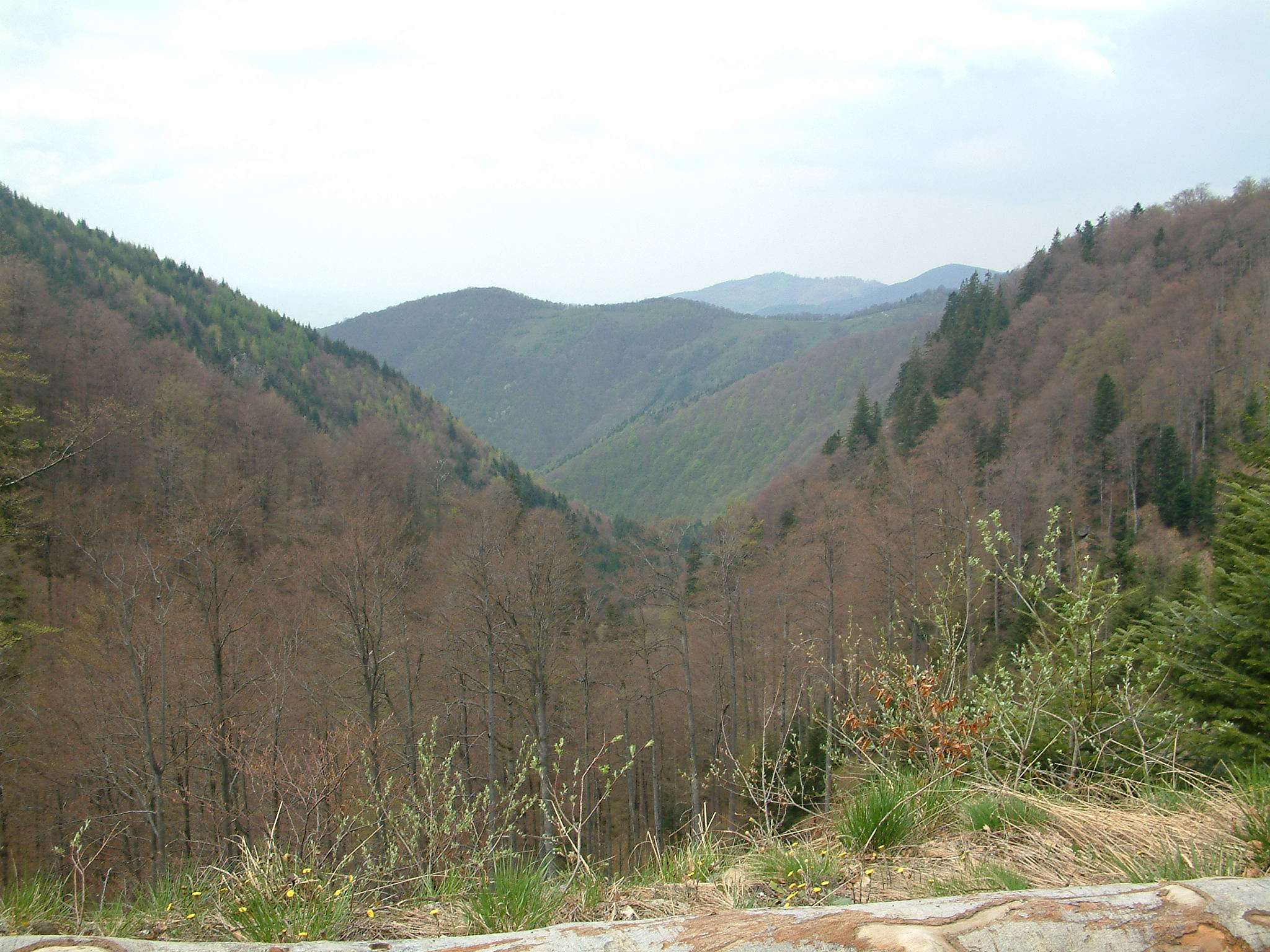
Vista des dels voltants de Nucet